# Methyl-tert-butylether
Methyl-tert-butylether (MTBE) is een organische verbinding met als brutoformule C5H12O. De stof, die behoort tot de stofklasse van de ethers, komt voor als een kleurloze vluchtige vloeistof.

## Synthese
In het laboratorium wordt methyl-tert-butylether gesynthetiseerd uit tert-butylchloride en natriummethoxide via een SN1-reactie. Het kan niet bereid worden door een Williamson-ethersynthese, waarbij kalium-tert-butoxide en methyljodide via een SN2-reactie zouden reageren, want kalium-tert-butoxide is een niet-nucleofiele base: als gevolg van de sterische hindering van de tert-butylgroep is het onmogelijk een substitutiereactie te doen doorgaan.
Methyl-tert-butylether wordt sinds 1984 in Nederland geproduceerd, Nederland is thans de grootste producent van de stof. Daarnaast wordt het ook op 40 andere locaties in Europa geproduceerd. In 2003 werd in de Europese Unie 2,6 miljoen ton methyl-tert-butylether geproduceerd. De grondstoffen voor de productie zijn methanol en isobuteen.
De totale productiecapaciteit in Nederland in 2004 bedroeg 1.123.000 ton per jaar. Ongeveer 90% daarvan werd geproduceerd in de omgeving van Rotterdam, de rest op Chemelot in Geleen.
De productiecapaciteit in België (Antwerpen) bedraagt 387.000 ton per jaar.

## Toepassingen
Methyl-tert-butylether wordt in het laboratorium als oplosmiddel gebruikt, omdat het een vrij polaire ether is.
Sinds 1988 wordt aan benzine vaak methyl-tert-butylether toegevoegd om de klopvastheid te verhogen. Vroeger werd daarvoor het giftige tetraethyllood (TEL) gebruikt (loodhoudende benzine).

## Toxicologie en veiligheid
Methyl-tert-butylether is een kleurloze brandbare vloeistof met een typerende zoete geur. De stof is sterk ontvlambaar, waardoor een hoge kans op brand bestaat. De dampen zijn zwaarder dan lucht, en kunnen zich in laaggelegen ruimtes ophopen, waar een explosief mengsel met lucht kan worden gevormd.

### Milieu
Wegens de grondwatervervuilende rol van methyl-tert-butylether is de stof inmiddels in 16 van 50 staten in de Verenigde Staten verboden, waaronder ook de staat Californië. Met name de geur- en smaakaspecten kunnen problemen geven bij de productie van drinkwater uit grondwater. MTBE geeft drinkwater al in zeer lage concentraties een benzinegeur en -smaak; de geur en smaak zijn echter niet het probleem, maar de goede oplosbaarheid van MTBE in water. Via conventionele scheidingsmethoden is verwijdering niet zomaar mogelijk, via beluchting (zeer grote lucht-waterverhouding) wel, maar dat vraagt veel energie en de afgeblazen lucht dient ook te worden behandeld. MTBE is door het gebruik van conventionele olie- en benzine-afscheiding tijdens saneringsprojecten verder in het grondwater verspreid, via retour-injectie van behandeld water.